# Franck Neel
Pour les articles homonymes, voir Neel.
Franck Neel, né à Cannes le 8 juillet 1965, est un acteur français.

## Filmographie

### Cinéma
- 1991 : The Lesson - Japon
- 2002 : Sexes très opposés de Eric Assous avec Charlotte de Turckheim
- 2008 : Le Transporteur 3 de Olivier Megaton avec Jason Statham
- 2015 : Taken 3 de Olivier Megaton avec Liam Neeson

### Télévision
- 1990 : Nobunaga (série télévisée - Japon, NHK) : Louis Frois
- 1996 : Jamais deux sans toi...t  (série télévisée) de Dominique Masson, Bernard Dumont, Emmanuel Fonlladosa : Thomas Dubreuil
- 1998 : Les Vacances de l'amour (série télévisée), (saison 3) épisodes 24, 25 et 31 : Frank Da Silva, le cousin de José
- 1999 : Island détectives (série télévisée)  d'Emmanuel Fonlladosa, Pat Leguen-Tenot : Frank Vannier
- 2000 : H (série télévisée)
- 2003 : Navarro (série télévisée) de Gérard Marx
- 2003 : Sous le soleil (série télévisée) : Mark
- 2004 : Léa Parker (série télévisée, épisode « l'Appât », 1.6)
- 2005 : Faites comme chez vous (série télévisée, épisode « La faim justifie les moyens », 1.23)
- 2007 : Sauveur Giordano (série télévisée) de Pierre Joassin
- 2009 : Comprendre et Pardonner "Nouveau départ" (série télévisée) de Adeline Darraux
- 2009 : R.I.S Police scientifique "Noces de sang" (série télévisée) de Vincent Giovanni
- 2013-2014 : Les Mystères de l'amour (série télévisée), (saison 4: épisodes 07-12, 14-18, 21, 22, 24 et saison 5: épisode 10 (non crédité)) : Frank Da Silva
- 2018-2019 : Les Mystères de l'amour (série télévisée), (saison 18: épisodes: 18, 20  et saison 19: épisodes: 01-04, 07, 16-18) : Frank Da Silva

## Théâtre
- 2005 et 2006 : Hamlet de William Shakespeare : Laërte. Le roi de comédie. Le premier comédien.
- 2007 : Trans...Sexuelles de Rina Novi : Olivier